# Charles Swan (pirata)
Charles Swan (Inghilterra, ... – Mindanao, 1690) è stato un militare e pirata inglese.

## Biografia
Il capitano Swan era il comandante di una nave inglese  e, nei primi anni '80 del Seicento, venne costretto alla pirateria dai suoi uomini a seguito di un ammutinamento a bordo della nave, la Cygnet. Non essendo il proprietario della nave, scrisse più volte a Londra chiedendo al proprietario  di intercedere per suo conto presso re Giacomo II d'Inghilterra per ottenere il perdono, ma trovandosi nel frattempo costretto alla pirateria in Sudamerica.
Presenziò all'attacco di Payta del 1684 assieme a John Eaton, mettendo poi a ferro e fuoco il paese. Il 25 agosto 1685, si separò dai suoi confederati Peter Harris e Edward Davis, e salpò alla volta del Messico assieme al compatriota Francis Townley, ma lì ebbe poco successo. Swan assediò il villaggio di Santa Pecaque perdendo però cinquanta uomini nel contrattacco spagnolo, incluso il fidato Basil Ringrose.

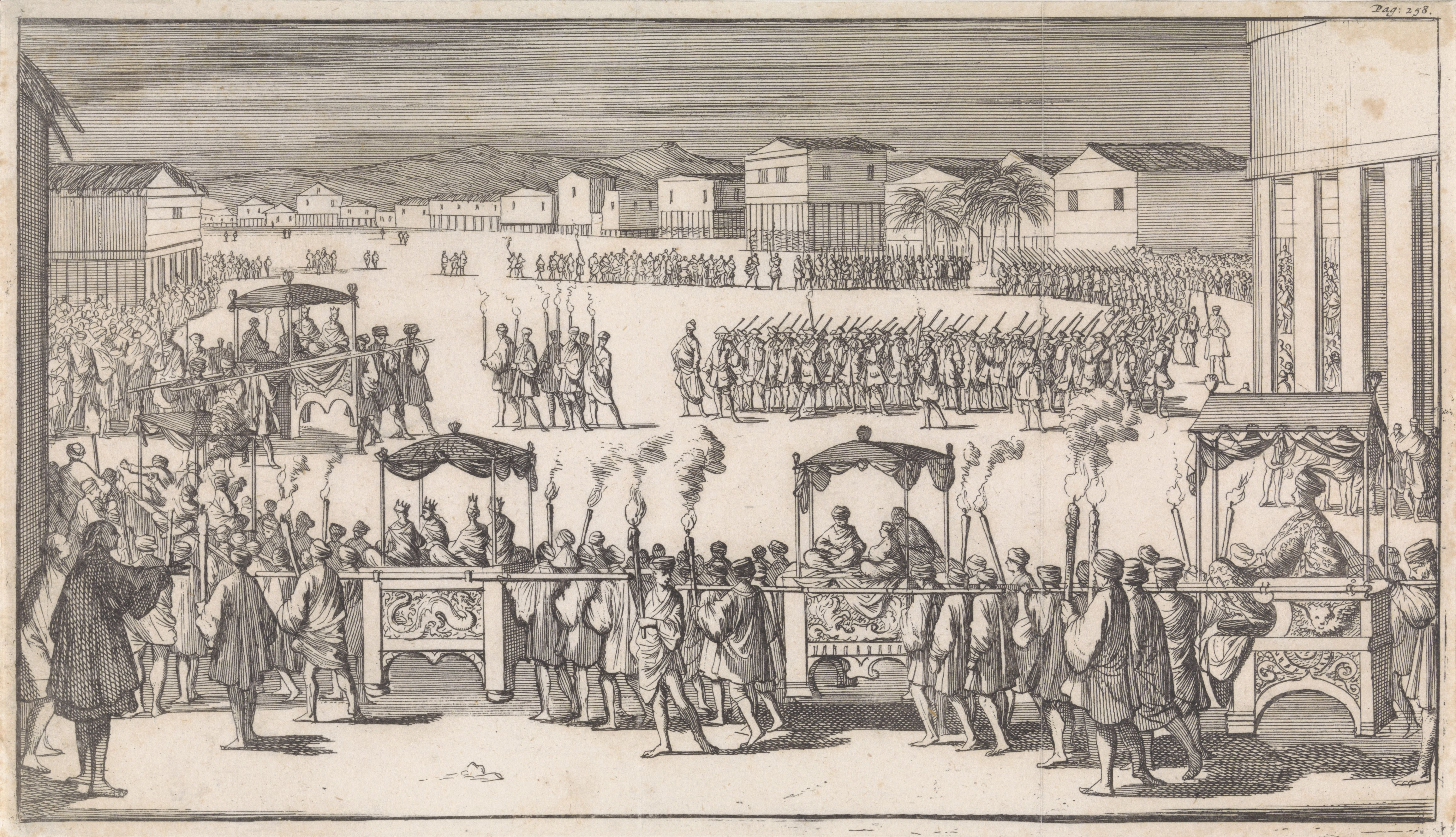
La festa per celebrare l'arrivo del capitano Charles Swan a Mindanao

Il 31 marzo 1686 Swan attraversò il Pacifico sino a Manila dove sperava di attaccare una nave tesoriera spagnola, ma non riuscì nell'intento. Trovatisi allo stremo delle forze e senza provviste, fu minacciato dai suoi uomini che avrebbero  mangiato gli ufficiali dell'equipaggio (si dice che Swan li abbia convinti a desistere perché ll William Dampier sarebbe stato ben poco pranzo per loro). Il gruppo riuscì a giungere a Guam senza che ci fosse alcun episodio di cannibalismo, spostandosi poi nel sultanato di Mindanao. Malgrado l'accoglienza trionfale riservatagli, l'arroganza di Swan e la sregolatezza dei suoi uomini compromisero da subito le buone relazioni instauratesi col governante locale, raja Laut. Swan decise quindi di abbandonare il comando del suo galeone al nuovo capitano, il pirata John Read, che già aveva servito sotto Edward Davis ed il suo predecessore, John Cook).
Swan, portando con sé un tesoro di 5000 sterline (legalmente di proprietà della Cygnet), si stabilì a Mindanao, divenendo un ufficiale dell'esercito di raja Laut. Nel 1690 tentò di fuggire per tornare in Inghilterra con una nave portando il suo bottino al seguito, ma venne inseguito dai soldati di raja Laut che lo uccisero a colpi di lancia in acqua.